# Света земља
Света земља је првенствено верско значење за простор који данас политички и географски називамо Израел и Палестина, а у ширем значењу и делове суседних простора (Либан, Сирија, Синај). Овај простор је кроз историју мењао називе од Ханан, Палестина, Јудеја, Обећана земља, Земља Израел (Ерец Израел)... и има историју дугу од 3.500 година.
У Светој земљи постоји око 3.500 историјских или светих места. Ту се налазе најсветија места хришћана, јевреја и муслимана.

## Света земља, религијски
Света земља као што и име каже има велико значење за три светске религије: хришћанство, јудаизам и ислам. У Светој земљи се налазе значајна религијска места, од светог града Јерусалима (унутар којег је и Стари град), Витлејема, Хеброна, Сионска гора, Маслинска гора, Назарет, Кедронска долина, Синај, Јерихон, Галилејско језеро, река Јордан, и др.

### Хришћанство
За хришћане је ово место рођења хришћанске вере, место где се по традицији родио Исус Христос — Витлејем, где је црква Рођења Христовог, где је пророковао (Назарет), и место смрти и васкрснућа Исуса Христа (Јерусалим). Библија, као света књига описује догађаје и предања са подручја Свете земље. Једна од најважнији одредишта приликом поклоничких путовања хришћана из целог света је свети град Јерусалим, и Пут суза која води до брда Голгота где је Гроб Спаситеља и црква Христовог Васкрсења (саборна црква Христовог гроба), која се сматра центром хришћанског света.

### Јудаизам
За јевреје је ово Земља од Бога, „обећана” јеврејском народу. У њој се налази свети град Јерусалим (и Стари град), а у њему и Јерусалимски храм, Зид плача (Западни зид), ту је и пећина Макпела (Хеброн) где почивају скоро сви јеврејски преци, ту је и гроб краља Давида и др. (на брду Сион), гробови пророка и судија (Кедронска долина, Маслинова гора...), место полагања заветног ковчега са Десет божјих заповести (данас Набулус), морални кодекс код Јевреја.

### Ислам
За муслимане је Јерусалим трећи по важности град за исламску веру, после Меке и Медине, јер је то место (стена) одакле је Мухамед уснуо да је одлетео у небо. Ту, на том месту (стени), на темељима порушеног јеврејског Храма, арапски калиф Абед ел Малик је саградио џамију Купола над стени (Омарова џамија), и џамију Ел Акса. Муслимани поштују и јеврејског праоца Абрахама (зову га Ибрахим), као оца њиховог праоца Исмаила, и поштују и место где је сахрањен Абрахам, пећина Макбела (Хеброн).

## Срби и Света земља
Од давнина су Срби походили на поклоничким путовањима Свету земљу и Јерусалим. Од времена Светог Саве ходочашћа у Свету земљу су надахнула многе владаре, црквене великодостојнике, монахе, побожан народ, уметнике, и то надахнуће траје и данас. Међу значајнијим дародавцима православних манастира и цркава на Светој земљи су били први српски архиепископ Свети Сава, потом и други владари Немањићи, краљ Милутин и др., као и први српски патријарх Јоаникије и други.
- Свети Сава је подигао конаке за српске монахе у ђурђијанском манастиру Светог Крста недалеко од Јерусалима. Потом је откупио земљиште на брду Сион и ту сазидао манастир за српске монахе, док је у Акри, у тада палестинском пристаништу, од Латина откупио цркву Светог Ђорђа, да послужи као прихватилиште монасима. Био је ктитор и дародавац манастира Светог Јована Богослова (кућа Ј. Богослова коју је Сава купио, позната као Сионска Горница, па конак и црква), такође је био други ктитор манастира Часног крста и др.. Приликом другог боравка у Светој земљи, 1235. године, све своје задужбине, манастире и метохе, поклонио је великој грчкој лаври Светог Саве Освећеног, којим су Срби управљали пуних 130 година и чији је Свети Сава (српски) био сабрат. Походио је и даривао и православни манастир Свете Катарине на Синају, где су Срби дали велики допринос (и где је једно време био игуман Србин Јоаникије, 14 век).
- Краљ Милутин је био велики ктитор манастира, па је и у Светој земљи саградио задужбину, манастир Светих архангела Михаила и Гаврила, који се налази у Старом граду Јерусалима у близини цркве Христовог Гроба и Грчке патријаршије, који је био српски око 300 година и који је садржао вредне рукописе који су данас похрањени у библиотеци Јерусалимске патријаршије, сведочећи о српском манастиру и Србима. Овај српски манастир су обилато помагали и Стефан Дечански, цар Душан, поклоник дародавац манастиру је био и српски патријарх Арсеније III Чарнојевић, и други црквени великодостојници СПЦ све до данашњих дана.
- Први српски патријарх Јоаникије је био поклоник и велики ктитор на Светој земљи, који је на Гори Тавор подигао цркву посвећену Светом Илији, а код Средоземног мора подигао је манастир Светог Николе. Оба ова храма порушили су муслимани, тако да им се не знају места, где су били.

И данас, Светој земљи у ходочашће иду црквени великодостојници, патријарси, владике СПЦ, монаси, побожан народ, путевима којима је ишао Свети Сава и други преци.